# Les Brown
Lester Raymond Brown (Reinerton, 14 maart 1912 - Los Angeles, 24 januari 2001) was een Amerikaanse saxofonist, arrangeur en bigband-leider in de swing. Hij werd het meest bekend als leider van het orkest de Band of Renown, waarmee hij van 1938 tot zijn overlijden in 2001 actief was.

## Het begin
Brown studeerde aan Ithaca Conservatory of Music, de New York Military Academy en Duke University. Tijdens zijn tijd aan Duke University werd hij leider van het dansorkest van de universiteit, de Blue Devils, waarmee hij op de campus en aan de oostkust speelde en in 1936 opnames voor Decca maakte. In 1937 ging hij naar New York, waar hij werkte als arrangeur voor Jimmy Dorsey, Isham Jones en Larry Clinton.

## Band of Renown
In 1938 formeerde hij met geld van zijn vader een orkest van twaalf man, waarmee hij in Hotel Edison in Manhattan ging spelen. De bigband speelde hier ook live op de radio en was zo succesvol, dat de groep een platencontract kreeg van RCA Victor. Het orkest bracht in die tijd meestal covers van standards en hits van andere bands. Rond 1939 nam Les Brown Doris Day als zangeres aan, maar de getalenteerde Day zong maar kort in de band, ze verliet de groep binnen een jaar om te trouwen. In 1942 werd de groep in het radioprogramma "Spotlight Band", waarin het orkest regelmatig optrad, aangekondigd als Les Brown & His Band of Renown. Deze naam bleef hangen en Les Brown besloot onder deze naam verder te gaan. In datzelfde jaar verscheen Brown met de band voor het eerst in een film, "Seven Days' Leave", met onder meer Lucille Ball.
In 1943 kwam een gescheiden Doris Day terug als zangeres. Een jaar later zong Day met het orkest voor Columbia Records het nummer "Sentimental Journey", dat een enorme hit werd: het haalde in Amerika de eerste plaats. Het werd het 'thuiskomst-nummer' voor de soldaten die in Amerika terugkeerden na de oorlog en vanwege het grote succes werd het de herkenningsmelodie van Les Brown. Met zijn orkest haalde Brown nog negen keer de eerste plaats van de Amerikaanse hitparade.

## Na de oorlog
Tegen het einde van de oorlog besloot Brown meer aandacht aan zijn gezin te schenken en stopte hij tijdelijk met toeren. Begin 1947 was hij terug met een nieuw orkest, bestaande uit freelancers, om voor een lange tijd optredens te geven in de Hollywood Bowl. In de tweede helft van de jaren veertig ging de orkestleider samenwerken met de komiek Bob Hope, waarmee hij achttien USO-tournees maakte voor Amerikaanse troepen die overal in de wereld gestationeerd waren. Ook trad Brown met Hope op radio en televisie op, zoals in de veelbekeken Bob Hope Christmas Specials. De samenwerking van Brown en Hope duurde bijna vijftig jaar.

## Capitol
In de jaren vijftig maakte Les Brown albums voor Coral en, vanaf 1955, Capitol Records. In zijn Capitol-tijd had hij verschillende hits. Een groep met sidemen van Brown, het Dave Pell Octet was in die jaren eveneens succesvol. Het orkest werd eind jaren vijftig de huisband van The Steve Allen Show (1959-1961) en later de huisband van de televisieshow van Dean Martin (1965-1972). Les Brown heeft opgetreden met alle grote naoorlogse sterren, waaronder Frank Sinatra, Ella Fitzgerald en Nat King Cole. In de laatste jaren van zijn leven trad hij nog steeds op, zo'n zestig keer per jaar. Zijn laatste concert was in 2000, toen hij 88 was.

## Overlijden
Les Brown overleed aan de gevolgen van longkanker. Na zijn dood werd de leiding van de Band of Renown overgenomen door zijn zoon, Les Brown, Jr.. In 2010 werd de bandleider opgenomen in de North Carolina Music Hall of Fame. Op zijn honderdste geboortedag werd een straat in Reinerton omgedoopt in Les Brown Lane. In zijn geboortestad wordt sinds 2006 ieder jaar het Les Brown Big Band Festival gehouden.
Een kleinzoon van Les Brown is de televisieregisseur en medebedenker van "Phineas and Ferb",  Jeff "Swampy" Marsh.

## Discografie (selectie)
- All Weather Music, Coral, 1951
- Over the Rainbow, Coral, 1951
- You're My Everything, Coral, 1951
- Le's Dance, Coral, 1953
- I've Got My Love to Keep Me Warm, 1955
- Les Brown All-Stars, Capitol, 1955
- Les Brown's in Town, Capitol, 1956 (Jazz Beat, 2007)
- That Sound of Renown, Coral, 1956
- Composer's Holiday, Capitol, 1957
- Jazz Song Book, Coral, 1960
- The Uncollected Les Brown, vol. 1 (1944-1946) (radio-opnames, met Doris Day), Hindsight Records, 1977
- The Uncollected Les Brown, vol. 2 (1949) (radio-opnames), Hindsight, 1978
- 1944-1946, Circle Records, 1986
- 22 Original Big Band Recordings (1957), Hindsight, 1987
- Anything Goes, USA Records, 1990
- Best of Les Brown and His Band of Renown (opnames Capitol), Curb Records, 1993
- The Les Brown Show from Hollywood 1953 (met o.m. Johnny Mercer), Magic Records, 1994
- The Essence of Les Brown, Legacy/Sony Music, 1994
- Les Brown and His Band of Renown (radio-opnames 1957), Hindsight, 1994
- Live at Elitch Gardens, part 1 & 2 (opnames 1959), Status Records, 1994
- Lullaby in Rhythm, Drive Archive, 1995
- Hollywood Palladium (radio-opnames), Canby Records, 1995
- The Uncollected Les Brown, vol. 3 (1949), Hindsight, 1995
- Les Brown and His Great Vocalists, Legacy/Sony Music, 1995
- Les Brown Songbook (singles van Brown op Coral, 1951-1954), Varese Vintage, 1998
- V-Disc Recordings, Collectors' Choice Music, 2000
- Dance to South Pacific/The Les Brown Story (2 lp's op 1 cd), EMI, 2001
- Jubilee on the Air (radio-opnames), Canby Records, 2001
- Bandland/Revolution in Sound (2 Columbia-albums op 1 cd), Collectables Records, 2001
- Original Studio Radio Transcriptions, Swing Factory, 2002
- Best of the Capitol Years, Capitol, 2002
- Midnight Sun, Past Perfect, 2002
- S'Wonderful 1949-50 Recordings, Jazz Band, 2002
- Sweetest Sounds (met Rosemary Clooney), Sounds of Yesteryear, 2002
- The Lerner and Loewe Bandbook/Richard Rodgers Bandbook (2 Columbia-albums jaren zestig op 1 cd), Collectables, 2002
- Perdido (4 cd's, Japan), Membran/Quadromania Klassik, 2004
- Sentimental Journey with Les Brown, Dutton Vocalion, 2006
- Complete Songbooks, Capitol (Lone Hill Jazz), 2006
- Play the Gershwin Bandbook/The Explosive Sound of Les Brown (2 lp's op 1 cd), Lone Hill Jazz, 2007
- Centurion Jazz, Centurion Records, 2007
- Dancers Choice, Hallmark Recordings, 2008

## Filmografie (selectie)
- Seven Days' Leave
- Rock-A-Billy baby, 1957
- The Nutty Professor, 1963